# Rebelde (album)
Rebelde je prvi album popularne skupine RBD. Izašao je 11. studenoga 2004. godine. Glavni skladatelji su bili D.J Kafka i Max di Carlo. Singlovi poput "Rebelde", "Un poco de tu amor", "Solo quedate en silencio" su bili prvi na ljestvicama u Meksiku. Glazba s ovog albuma je korištena u seriji Rebelde. Prodan je u šest milijuna primjeraka.

## Popis pjesama
1. "Rebelde  (Buntovnik)" — 3:32
2. "Solo quédate en silencio (Samo ostani u tišini)" — 3:37
3. "Otro día que va (Još jedan dan koji prolazi)" — 3:27
4. "Un poco de tu amor (Malo tvoje ljubavi)" — 3:24
5. "Enséñame (Nauči me)" — 3:39
6. "Futuro Ex-Novio (Budući bivši dečko) — 2:59
7. "Tenerte Y Quererte (Imati i voljeti te)" - 3:24
8. "Cuando El Amor Se Acaba (Kada ljubav prestane)" — 3:19
9. "Santa No Soy (Nisam svetica)" — 3:07
10. "Fuego (Vatra)" — 2:59
11. "Sálvame (Spasi me)" — 3:43

## Zanimljivosti
- U Meksiku se tijekom dvanaest mjeseci zadržao na listi najprodavanijih albuma.
- Album je snimam tijekom dva dana, kako su rekli sami članovi grupe.
- Album je imao tri promocionalna videa: Rebelde, Solo quédate en silencio i Sálvame te četiri singla: Rebelde, Solo quédate en silencio, Sálvame i Un poco de tu amor.

## Pozicije i prodaja
| Pozicije (6. svibnja 2005.)     | Pozicija | Prodaja   |
| ------------------------------- | -------- | --------- |
| Meksiko                         | 1        | +550.000  |
| U.S. Billboard 200              | 95       |           |
| U.S. Billboard Top Latin Albums | 2        |           |
| U.S. Billboard Latin Pop Albums | 1        | +400.000  |
| U.S. Billboard Top Heatseekers  | 1        |           |
| Španjolska                      | 1        | + 160.000 |
| Brazil                          | 1        | + 60.000  |
| Čile                            | 1        | 20.000    |
| Europa                          | 37       | + 100.000 |